# Стромихино
Стромихино — село Ивановского района Ивановской области, входит в состав Богданихского сельского поселения.

## География

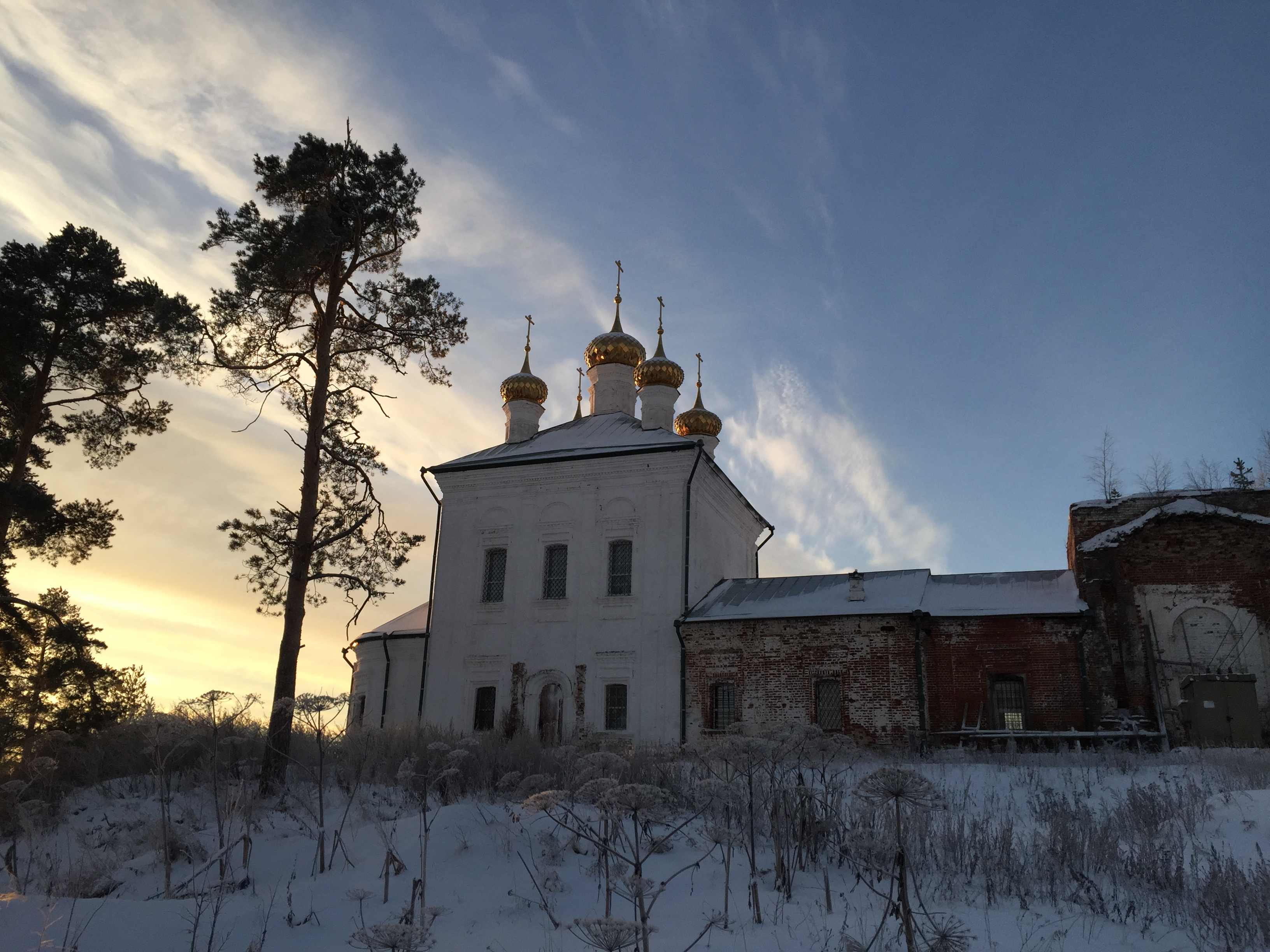
Церковь Воскресения Христова

Село расположено на берегу реки Уводь в 10 км на юго-запад от центра поселения деревни Богданиха и в 15 км на юг от Иванова.  

## История
В 1571 Ивановская вотчина перешла к князьям Скопиным-Шуйским, а в 1630 году её хозяином стал князь Иван Шуйский — брат царя. Именно в этот период есть первые упоминания о селе Стромихино. Спустя восемь лет, умирая бездетным, он завещал князю Якову Черкасскому выкупить Ивановскую вотчину, находившуюся в закладе у суздальского архиепископа. С тех пор, в течение 105 лет, ею владели снова князья Черкасские, а затем около 120 лет она принадлежала графам Шереметевым. В 1790—1795 годах село Стромихино — часть Шуйской округи.
До 1808 года село имело название Воскресенское.
Каменная церковь с колокольней и оградой в селе построена и освящена в 1809 году вместо бывшей деревянной церкви. Престолов в церкви было два: в холодной — в честь Воскресения Христова и в теплом приделе — во имя Святых Бессеребренников Козьмы и Дамиана. В 1891 году в селе было открыто земское народное училище, помещавшееся в собственном доме. 
В конце XIX — начале XX века село входило в состав Горицкой волости Шуйского уезда Владимирской губернии. В 1859 году в селе числилось 23 двора, в 1905 году — 20 дворов.
В 1970—1998 годы в селе активно развивалось сельское хозяйство, животноводство, выращивались овощи.

## Население
| 1859 | 1905 |
| ---- | ---- |
| 141  | 98   |

| 1859 | 1905 | 2010 |
| ---- | ---- | ---- |
| 141  | ↘98  | ↗121 |

## Достопримечательности
В селе действует Храм Воскресения Христова 1809 года.